# Salmea
Salmea là một chi thực vật có hoa trong họ Cúc (Asteraceae).

## Loài
Chi Salmea gồm các loài: